# Стефано Піолі
Стефано Піолі (італ. Stefano Pioli, нар. 20 жовтня 1965, Парма, Італія) — італійський футболіст, що грав на позиції захисника. По завершенні ігрової кар'єри — футбольний тренер. З жовтня 2019 року до кінця сезону 2023/24 очолював тренерський штаб «Мілана».
Виступав, зокрема, за «Ювентус» і «Фіорентину», а також молодіжну збірну Італії. З туринським клубом ставав чемпіоном Італії, а також володарем Суперкубка УЄФА, Кубка чемпіонів УЄФА та Міжконтинентального кубка.
Як тренер працював з низкою італійських команд, проте серйозних трофеїв не здобув.

## Клубна кар'єра
Народився 20 жовтня 1965 року в місті Парма. Вихованець футбольної школи клубу з рідного міста. Дорослу футбольну кар'єру розпочав у 1982 році в основній команді «Парми», яка на той час грала в Серії C1, в якій провів два сезони, взявши участь у 42 матчах чемпіонату.
1984 року перейшов до одного з найсильніших італійських клубів, «Ювентуса», в якому протягом трьох років був здебільшого резервистом, проте виборов за ці роки титул чемпіона Італії, ставав володарем Кубка чемпіонів УЄФА, володарем Міжконтинентального кубка.
Протягом 1987—1989 років грав за іншу команду Серії A — «Верону», в якій через рік після переходу нарешті став основним захисником.
Своєю грою за останню команду привернув увагу представників тренерського штабу клубу «Фіорентина», до складу якого приєднався 1989 року. Відіграв за «фіалок» наступні шість сезонів своєї ігрової кар'єри. Більшість часу, проведеного у складі «Фіорентини», був основним гравцем захисту команди.
Протягом 1995—1998 років захищав кольори клубів «Падова», «Пістоєзе» та «Фіоренцуола».
Завершив професійну ігрову кар'єру в клубі «Колорно» з однієї з регіональних італійських ліг, за команду якого виступав протягом 1998—1999 років.

## Виступи за збірну
Протягом 1985—1987 років залучався до складу молодіжної збірної Італії. На молодіжному рівні зіграв у 5 офіційних матчах.

## Кар'єра тренера
Розпочав тренерську кар'єру відразу ж по завершенні кар'єри гравця, 1999 року, увійшовши до тренерського штабу клубу «Болонья», де працював з юнацькою командою та командою дублерів. Згодом працював з дублерами «К'єво».
Перший досвід тренерської роботи з основними командами отримав у Серії B, де протягом 2003—2006 років очолював тренерські штаби «Салернітани» та «Модена». А в сезоні 2006/07 повернувся до Серії A вже як тренер, очоливши свою «рідну» «Парму». Під керівництвом Піолі «Парма» показала невпевнену гру, програвши 17 з 33 матчів в різних турнірах, і тренер залишив клуб. Протягом 2007—2010 працював знову у другому за силою італійському дивізіоні, потренувавши по сезону «Гроссето», «П'яченци» і «Сассуоло».
Згодом у кар'єрі Піолі були середняки Серії A «К'єво», «Палермо» та «Болонья».
12 червня 2014 року був представлений головним тренером «Лаціо», який привів до «бронзи» в сезоні 2014/15. 3 квітня 2016 року Піолі було відправлено у відставку з поста головного тренера після розгромної поразки 1:4 від «Роми» в Римському дербі. На той момент «Лаціо» займало восьме місце в Серії A, де-факто припинивши боротьбу за єврокубки.
8 листопада 2016 року призначений головним тренером «Інтернаціонале». Контракт підписаний до 30 червня 2018 року.
6 червня 2017 року було офіційно оголошено про призначення Піолі головним тренером «Фіорентини». Сезон 2017/18 «фіалки» завершили на восьмому місці чемпіонату, лише однією позицією нижче зони єврокубків. Але наступного сезону результати команди суттєво погіршилися, і вона здебільшого була зосереджена не на завоюванні путівки до континентальних турнірів, а на збереженні місця в елітному дивізіоні. Тож за декілька турів до завершення сезону тренер пішов у відставку.
9 жовтня 2019 року був призначений головним тренером «Мілан», змінивши на цій посаді Марко Джампаоло, під керівництвом якого «россонері» провалили початок сезону 2019/20, зазнавши чотирьох поразок і здобувши лише три перемоги у стартових семи іграх.

## Статистика виступів

### Статистика клубних виступів
| Сезон                  | Команда                | Чемпіонат              | Чемпіонат | Чемпіонат | Національний кубок | Національний кубок | Національний кубок | Континентальні кубки | Континентальні кубки | Континентальні кубки | Інші змагання | Інші змагання | Інші змагання | Усього | Усього |
| Сезон                  | Команда                | Ліга                   | Ігор      | Голів     | Ліга               | Ігор               | Голів              | Ліга                 | Ігор                 | Голів                | Ліга          | Ігор          | Голів         | Ігор   | Голів  |
| ---------------------- | ---------------------- | ---------------------- | --------- | --------- | ------------------ | ------------------ | ------------------ | -------------------- | -------------------- | -------------------- | ------------- | ------------- | ------------- | ------ | ------ |
| 1982–83                | «Парма»                | C1                     | ?         | ?         | КІ-C               | ?                  | ?                  | -                    | -                    | -                    | -             | -             | -             | ?      | ?      |
| 1983–84                | «Парма»                | C1                     | ?         | ?         | КІ+КІ-C            | ?+?                | ?+?                | -                    | -                    | -                    | -             | -             | -             | ?      | ?      |
| Усього за «Парму»      | Усього за «Парму»      | Усього за «Парму»      | 42        | 1         |                    | ?                  | ?                  |                      | -                    | -                    |               | -             | -             | 42+    | 1+     |
| 1984–85                | «Ювентус»              | A                      | 14        | 0         | КІ                 | ?                  | ?                  | КЧ                   | 3                    | 0                    | СУ            | 0             | 0             | 17+    | 0+     |
| 1985–86                | «Ювентус»              | A                      | 14        | 0         | КІ                 | 3                  | 0                  | КЧ                   | 4                    | 0                    | МКК           | 1             | 0             | 22     | 0      |
| 1986–87                | «Ювентус»              | A                      | 8         | 0         | КІ                 | ?                  | ?                  | КЧ                   | 1                    | 0                    | -             | -             | -             | 9+     | 0+     |
| Усього за «Ювентус»    | Усього за «Ювентус»    | Усього за «Ювентус»    | 36        | 0         |                    | 3+                 | 0+                 |                      | 8                    | 0                    |               | 1             | 0             | 48+    | 0+     |
| 1987–88                | «Верона»               | A                      | 10        | 0         | КІ                 | ?                  | ?                  | КУЄФА                | 1                    | 0                    | -             | -             | -             | 11+    | 0+     |
| 1988–89                | «Верона»               | A                      | 32        | 0         | КІ                 | 9                  | 0                  | -                    | -                    | -                    | -             | -             | -             | 41     | 0      |
| Усього за «Верону»     | Усього за «Верону»     | Усього за «Верону»     | 42        | 0         |                    | 9+                 | 0+                 |                      | 1                    | 0                    |               | -             | -             | 52+    | 0+     |
| 1989–90                | «Фіорентина»           | A                      | 26        | 1         | КІ                 | ?                  | ?                  | КУЄФА                | 10                   | 0                    | -             | -             | -             | 36+    | 1+     |
| 1990–91                | «Фіорентина»           | A                      | 14        | 0         | КІ                 | ?                  | ?                  | -                    | -                    | -                    | -             | -             | -             | 14+    | 0+     |
| 1991–92                | «Фіорентина»           | A                      | 30        | 0         | КІ                 | ?                  | ?                  | -                    | -                    | -                    | -             | -             | -             | 30+    | 0+     |
| 1992–93                | «Фіорентина»           | A                      | 31        | 0         | КІ                 | ?                  | ?                  | -                    | -                    | -                    | -             | -             | -             | 31+    | 0+     |
| 1993–94                | «Фіорентина»           | B                      | 31        | 0         | КІ                 | ?                  | ?                  | -                    | -                    | -                    | -             | -             | -             | 31+    | 0+     |
| 1994–95                | «Фіорентина»           | A                      | 24        | 0         | КІ                 | 6                  | 0                  | -                    | -                    | -                    | -             | -             | -             | 30     | 0      |
| Усього за «Фіорентину» | Усього за «Фіорентину» | Усього за «Фіорентину» | 156       | 1         |                    | 6+                 | 0+                 |                      | 10                   | 0                    |               | -             | -             | 172+   | 1+     |
| 1995–96                | «Падова»               | A                      | 1         | 0         | КІ                 | 0                  | 0                  | -                    | -                    | -                    | -             | -             | -             | 1      | 0      |
| серп.-лист. 1996       | «Падова»               | B                      | 3         | 0         | КІ                 | ?                  | ?                  | -                    | -                    | -                    | -             | -             | -             | 3+     | 0+     |
| Усього за «Падову»     | Усього за «Падову»     | Усього за «Падову»     | 4         | 0         |                    | ?                  | ?                  |                      | -                    | -                    |               | -             | -             | 4+     | 0+     |
| лист. 1996–97          | «Пістоєзе»             | C1                     | 14        | 1         | КІ-C               | ?                  | ?                  | -                    | -                    | -                    | -             | -             | -             | 14+    | 1+     |
| 1997–98                | «Фіоренцуола»          | C1                     | 21        | 0         | КІ-C               | ?                  | ?                  | -                    | -                    | -                    | -             | -             | -             | 21+    | 0+     |
| 1998–99                | «Колорно»              | регіональна            | ?         | ?         | -                  | -                  | -                  | -                    | -                    | -                    | -             | -             | -             | ?      | ?      |
| Усього за кар'єру      | Усього за кар'єру      | Усього за кар'єру      | 315+      | 3+        |                    | 18+                | 0+                 |                      | 19                   | 0                    |               | 1             | 0             | 353+   | 3+     |

## Титули і досягнення
Гравець
- Чемпіон Італії (1):

«Ювентус»: 1985–86
- Володар Суперкубка УЄФА (1):

«Ювентус»: 1984
- Володар Кубка чемпіонів УЄФА (1):

«Ювентус»: 1984–85
- Володар Міжконтинентального кубка (1):

«Ювентус»: 1985
Тренер
- Чемпіон Італії (1):

«Мілан»: 2021–22